# Ligue A de la Ligue des nations de la CONCACAF 2022-2023
Navigation
Ligue A 2019-2020 Ligue A 2023-2024
La Ligue A de la Ligue des nations de la CONCACAF 2022-2023 est la première division de la Ligue des nations 2022-2023, deuxième édition d'une compétition impliquant les équipes nationales masculines des 41 fédérations membres de la CONCACAF. Elle se déroule du 2 juin 2022 au 28 mars 2023. La phase finale aura lieu du 15 au 18 juin 2022 au Allegiant Stadium à Paradise.

## Format
La Ligue A se compose des 12 sélections qui sont séparées en quatre groupes de trois équipes. Les vainqueurs de chaque groupe se qualifient pour la phase finale de la Ligue des nations, tandis que les équipes classées troisièmes de chaque groupe sont reléguées en Ligue B mais avec le changement de format pour la prochaine édition les relégations sont annulées.
La phase finale prend place sous la forme d'un tournoi à élimination directe avec deux demi-finales, un match pour la troisième place et une finale. Le vainqueur de la finale est désigné champion de la compétition.
Par ailleurs, la Ligue A permet l'attribution de places qualificatives pour la Gold Cup 2023. Les premiers et deuxièmes se qualifient directement pour la compétition tandis que les derniers participent aux éliminatoires.

### Changements d'équipes
| Promus de Ligue B                  |
| ---------------------------------- |
| Salvador Grenade Jamaïque Suriname |

| Relégués en Ligue B                   |
| ------------------------------------- |
| Bermudes Cuba Haïti Trinité-et-Tobago |

### Tirage au sort
Les équipes de la Ligue A sont reparties en trois chapeaux de quatre équipes, placées selon leur coefficient. Le tirage au sort de la phase de groupes a lieu à Miami en Floride, le 4 avril 2022
| Équipe     | Coeff | Classement |
| ---------- | ----- | ---------- |
| Mexique    | 2 020 | 1          |
| États-Unis | 1 971 | 2          |
| Canada     | 1 821 | 3          |
| Costa Rica | 1 805 | 4          |

| Équipe   | Coeff | Classement |
| -------- | ----- | ---------- |
| Panama   | 1 624 | 5          |
| Jamaïque | 1 471 | 6          |
| Salvador | 1 390 | 9          |
| Honduras | 1 350 | 10         |

| Équipe     | Coeff | Classement |
| ---------- | ----- | ---------- |
| Martinique | 1 252 | 11         |
| Curaçao    | 1 249 | 12         |
| Suriname   | 1 089 | 15         |
| Grenade    | 835   | 25         |

## Phase de groupes
Les horaires indiqués sont en heure locale.
Légende des classements
- Qualification pour la phase finale et la Gold Cup 2023
- Qualification pour la Gold Cup 2023
- Qualification pour les éliminatoires de la Gold Cup 2023

### Groupe A
| Rang | Équipe     | Pts | J | G | N | P | Bp | Bc | Diff |  | Résultats (▼ dom., ► ext.) |     |     |     |
| ---- | ---------- | --- | - | - | - | - | -- | -- | ---- |  | -------------------------- | --- | --- | --- |
| 1    | Mexique    | 8   | 4 | 2 | 2 | 0 | 8  | 3  | +5   |  | Mexique                    |     | 2-2 | 3-0 |
| 2    | Jamaïque P | 6   | 4 | 1 | 3 | 0 | 7  | 5  | +2   |  | Jamaïque P                 | 1-1 |     | 3-1 |
| 3    | Suriname P | 1   | 4 | 0 | 1 | 3 | 2  | 9  | -7   |  | Suriname P                 | 0-2 | 1-1 |     |

| 1re journée             | Suriname         | 1 - 1   | Jamaïque      | Frank Essed Stadion, Paramaribo              |                                              |
| 4 juin 2022 20:00 UTC-3 | Knight 84e (csc) | (0 - 1) | 39e Flemmings | Spectateurs : 3 032 Arbitrage : Selvin Brown | Spectateurs : 3 032 Arbitrage : Selvin Brown |
| 4 juin 2022 20:00 UTC-3 | Rapport          |         |               | Spectateurs : 3 032 Arbitrage : Selvin Brown | Spectateurs : 3 032 Arbitrage : Selvin Brown |

| 2e journée              | Jamaïque                                | 3 - 1   | Suriname      | Independence Park, Kingston |                            |
| 7 juin 2022 20:00 UTC-5 | Morrison 16e · Flemmings 43e · Lowe 70e | (2 - 1) | 21e Wildschut | Arbitrage : Keylor Herrera  | Arbitrage : Keylor Herrera |
| 7 juin 2022 20:00 UTC-5 | Rapport                                 |         |               | Arbitrage : Keylor Herrera  | Arbitrage : Keylor Herrera |

| 3e journée               | Mexique                                      | 3 - 0   | Suriname | Estadio Corona, Torreón |                         |
| 11 juin 2022 21:00 UTC-5 | Reyes 4e · Martín 40e (pen.) · Sánchez 90+4e | (2 - 0) |          | Arbitrage : Iván Barton | Arbitrage : Iván Barton |
| 11 juin 2022 21:00 UTC-5 | Rapport                                      |         |          | Arbitrage : Iván Barton | Arbitrage : Iván Barton |

| 4e journée               | Jamaïque  | 1 - 1   | Mexique    | Independence Park, Kingston |                         |
| 14 juin 2022 19:00 UTC-5 | Bailey 4e | (1 - 1) | 45+3e Romo | Arbitrage : Bryan López     | Arbitrage : Bryan López |
| 14 juin 2022 19:00 UTC-5 | Rapport   |         |            | Arbitrage : Bryan López     | Arbitrage : Bryan López |

| 5e journée               | Suriname | 0 - 2   | Mexique                           | Frank Essed Stadion, Paramaribo |                           |
| 23 mars 2023 21:00 UTC-3 |          | (0 - 0) | 64e Vásquez · 82e (csc) Dankerlui | Arbitrage : Said Martínez       | Arbitrage : Said Martínez |
| 23 mars 2023 21:00 UTC-3 | Rapport  |         |                                   | Arbitrage : Said Martínez       | Arbitrage : Said Martínez |

| 6e journée               | Mexique                          | 2 - 2   | Jamaïque                              | Stade Azteca, Mexico      |                           |
| 26 mars 2023 18:00 UTC-6 | Pineda 17e · Lozano 45+2e (pen.) | (2 - 2) | 8e Decordova-Reid · 33e (csc) Álvarez | Arbitrage : Ismail Elfath | Arbitrage : Ismail Elfath |
| 26 mars 2023 18:00 UTC-6 | Rapport                          |         |                                       | Arbitrage : Ismail Elfath | Arbitrage : Ismail Elfath |

### Groupe B
| Rang | Équipe     | Pts | J | G | N | P | Bp | Bc | Diff |  | Résultats (▼ dom., ► ext.) |     |     |     |
| ---- | ---------- | --- | - | - | - | - | -- | -- | ---- |  | -------------------------- | --- | --- | --- |
| 1    | Panama     | 10  | 4 | 3 | 1 | 0 | 8  | 0  | +8   |  | Panama                     |     | 2-0 | 5-0 |
| 2    | Costa Rica | 6   | 4 | 2 | 0 | 2 | 4  | 4  | 0    |  | Costa Rica                 | 0-1 |     | 2-0 |
| 3    | Martinique | 1   | 4 | 0 | 1 | 3 | 1  | 9  | -8   |  | Martinique                 | 0-0 | 1-2 |     |

| 1re journée             | Panama                  | 2 - 0   | Costa Rica | Stade Rommel-Fernández, Panama |                                |
| 2 juin 2022 18:30 UTC-5 | Díaz 52e · Waterman 72e | (0 - 0) |            | Arbitrage : Fernando Hernández | Arbitrage : Fernando Hernández |
| 2 juin 2022 18:30 UTC-5 | Rapport                 |         |            | Arbitrage : Fernando Hernández | Arbitrage : Fernando Hernández |

| 2e journée              | Costa Rica               | 2 - 0   | Martinique | Stade national du Costa Rica, San José |                          |
| 5 juin 2022 11:00 UTC-6 | Campbell 28e · Calvo 88e | (1 - 0) |            | Arbitrage : Walter López               | Arbitrage : Walter López |
| 5 juin 2022 11:00 UTC-6 | Rapport                  |         |            | Arbitrage : Walter López               | Arbitrage : Walter López |

| 3e journée              | Panama                                                           | 5 - 0   | Martinique | Stade Rommel-Fernández, Panama |                            |
| 9 juin 2022 19:00 UTC-5 | Torres 6e · Vitulin 15e (csc) · Escobar 56e · Bárcenas 85e 90+3e | (2 - 0) |            | Arbitrage : Ismael Cornejo     | Arbitrage : Ismael Cornejo |
| 9 juin 2022 19:00 UTC-5 | Rapport                                                          |         |            | Arbitrage : Ismael Cornejo     | Arbitrage : Ismael Cornejo |

| 4e journée               | Martinique | 0 - 0   | Panama | Stade Pierre-Aliker, Fort-de-France |                               |
| 12 juin 2022 18:00 UTC-4 |            | (0 - 0) |        | Arbitrage : Fernando Guerrero       | Arbitrage : Fernando Guerrero |
| 12 juin 2022 18:00 UTC-4 | Rapport    |         |        | Arbitrage : Fernando Guerrero       | Arbitrage : Fernando Guerrero |

| 5e journée               | Martinique | 1 - 2   | Costa Rica                   | Stade Pierre-Aliker, Fort-de-France |                          |
| 25 mars 2023 19:00 UTC-4 | Biron 18e  | (1 - 0) | 88e Suárez · 90+2e Contreras | Arbitrage : Drew Fischer            | Arbitrage : Drew Fischer |
| 25 mars 2023 19:00 UTC-4 | Rapport    |         |                              | Arbitrage : Drew Fischer            | Arbitrage : Drew Fischer |

| 6e journée               | Costa Rica | 0 - 1   | Panama      | Stade national du Costa Rica, San José |                                |
| 28 mars 2023 20:00 UTC-6 |            | (0 - 0) | 77e Fajardo | Arbitrage : César Arturo Ramos         | Arbitrage : César Arturo Ramos |
| 28 mars 2023 20:00 UTC-6 | Rapport    |         |             | Arbitrage : César Arturo Ramos         | Arbitrage : César Arturo Ramos |

### Groupe C
| Rang | Équipe   | Pts | J | G | N | P | Bp | Bc | Diff |  | Résultats (▼ dom., ► ext.) |     |     |     |
| ---- | -------- | --- | - | - | - | - | -- | -- | ---- |  | -------------------------- | --- | --- | --- |
| 1    | Canada   | 9   | 4 | 3 | 0 | 1 | 11 | 3  | +8   |  | Canada                     |     | 4-1 | 4-0 |
| 2    | Honduras | 6   | 4 | 2 | 0 | 2 | 5  | 7  | -2   |  | Honduras                   | 2-1 |     | 1-2 |
| 3    | Curaçao  | 3   | 4 | 1 | 0 | 3 | 2  | 8  | -6   |  | Curaçao                    | 0-2 | 0-1 |     |

| 1re journée             | Curaçao | 0 - 1   | Honduras  | Stade Ergilio-Hato, Willemstad |                              |
| 3 juin 2022 20:00 UTC-4 |         | (0 - 1) | 23e Pinto | Arbitrage : Daneon Parchment   | Arbitrage : Daneon Parchment |
| 3 juin 2022 20:00 UTC-4 | Rapport |         |           | Arbitrage : Daneon Parchment   | Arbitrage : Daneon Parchment |

| 2e journée              | Honduras     | 1 - 2   | Curaçao                       | Estadio Olímpico Metropolitano, San Pedro Sula |                                   |
| 6 juin 2022 20:00 UTC-6 | Quioto 90+4e | (0 - 1) | 34e Bacuna · 82e van den Hurk | Arbitrage : Juan Gabriel Calderón              | Arbitrage : Juan Gabriel Calderón |
| 6 juin 2022 20:00 UTC-6 | Rapport      |         |                               | Arbitrage : Juan Gabriel Calderón              | Arbitrage : Juan Gabriel Calderón |

| 3e journée              | Canada                                              | 4 - 0   | Curaçao | BC Place, Vancouver                           |                                               |
| 9 juin 2022 19:30 UTC-7 | Davies 27e (pen.) 71e · Vitória 42e · Cavallini 85e | (2 - 0) |         | Spectateurs : 17 216 Arbitrage : Nima Saghafi | Spectateurs : 17 216 Arbitrage : Nima Saghafi |
| 9 juin 2022 19:30 UTC-7 | Rapport                                             |         |         | Spectateurs : 17 216 Arbitrage : Nima Saghafi | Spectateurs : 17 216 Arbitrage : Nima Saghafi |

| 4e journée               | Honduras                | 2 - 1   | Canada    | Estadio Olímpico Metropolitano, San Pedro Sula |                           |
| 13 juin 2022 20:00 UTC-6 | López 13e · Arriaga 78e | (1 - 0) | 86e David | Arbitrage : Mario Escobar                      | Arbitrage : Mario Escobar |
| 13 juin 2022 20:00 UTC-6 | Rapport                 |         |           | Arbitrage : Mario Escobar                      | Arbitrage : Mario Escobar |

| 5e journée               | Curaçao | 0 - 2   | Canada                | Stade Ergilio-Hato, Willemstad    |                                   |
| 25 mars 2023 21:00 UTC-4 |         | (0 - 1) | 23e David · 43e Larin | Arbitrage : Juan Gabriel Calderón | Arbitrage : Juan Gabriel Calderón |
| 25 mars 2023 21:00 UTC-4 | Rapport |         |                       | Arbitrage : Juan Gabriel Calderón | Arbitrage : Juan Gabriel Calderón |

| 6e journée               | Canada                                | 4 - 1   | Honduras     | BMO Field, Toronto      |                         |
| 28 mars 2023 20:00 UTC-4 | Larin 9e 12e · David 50e · Osorio 80e | (2 - 0) | 73e Benguché | Arbitrage : Iván Barton | Arbitrage : Iván Barton |
| 28 mars 2023 20:00 UTC-4 | Rapport                               |         |              | Arbitrage : Iván Barton | Arbitrage : Iván Barton |

### Groupe D
| Rang | Équipe       | Pts | J | G | N | P | Bp | Bc | Diff |  | Résultats (▼ dom., ► ext.) |     |     |     |
| ---- | ------------ | --- | - | - | - | - | -- | -- | ---- |  | -------------------------- | --- | --- | --- |
| 1    | États-Unis T | 10  | 4 | 3 | 1 | 0 | 14 | 2  | +12  |  | États-Unis T               |     | 1-0 | 5-0 |
| 2    | Salvador P   | 5   | 4 | 1 | 2 | 1 | 6  | 5  | +1   |  | Salvador P                 | 1-1 |     | 3-1 |
| 3    | Grenade P    | 1   | 4 | 0 | 1 | 3 | 4  | 17 | -13  |  | Grenade P                  | 1-7 | 2-2 |     |

| 1re journée             | Salvador                            | 3 - 1   | Grenade    | Stade Cuscatlán, San Salvador |                               |
| 4 juin 2022 20:00 UTC-6 | Bonilla 2e 43e · Paterson 55e (csc) | (2 - 1) | 4e McQueen | Arbitrage : Enrique Santander | Arbitrage : Enrique Santander |
| 4 juin 2022 20:00 UTC-6 | Rapport                             |         |            | Arbitrage : Enrique Santander | Arbitrage : Enrique Santander |

| 2e journée              | Grenade                             | 2 - 2   | Salvador                   | Stade Kirani-James, Saint-Georges |                         |
| 7 juin 2022 19:00 UTC-4 | Berkeley-Agyepong 29e · Charles 54e | (1 - 1) | 35e (pen.) Larín · 88e Gil | Arbitrage : José Torres           | Arbitrage : José Torres |
| 7 juin 2022 19:00 UTC-4 | Rapport                             |         |                            | Arbitrage : José Torres           | Arbitrage : José Torres |

| 3e journée               | États-Unis                             | 5 - 0   | Grenade | Q2 Stadium, Austin                             |                                                |
| 10 juin 2022 21:00 UTC-5 | Ferreira 43e 54e 56e 78e · Arriola 62e | (1 - 0) |         | Spectateurs : 20 500 Arbitrage : Said Martínez | Spectateurs : 20 500 Arbitrage : Said Martínez |
| 10 juin 2022 21:00 UTC-5 | Rapport                                |         |         | Spectateurs : 20 500 Arbitrage : Said Martínez | Spectateurs : 20 500 Arbitrage : Said Martínez |

| 4e journée                | Salvador  | 1 - 1   | États-Unis   | Stade Cuscatlán, San Salvador                      |                                                    |
| 14 juin 2022 202:00 UTC-6 | Larín 35e | (1 - 0) | 90+1e Morris | Spectateurs : 6 313 Arbitrage : César Arturo Ramos | Spectateurs : 6 313 Arbitrage : César Arturo Ramos |
| 14 juin 2022 202:00 UTC-6 | Rapport   |         |              | Spectateurs : 6 313 Arbitrage : César Arturo Ramos | Spectateurs : 6 313 Arbitrage : César Arturo Ramos |

| 5e journée               | Grenade       | 1 - 7   | États-Unis                                                                 | Stade Kirani-James, Saint-Georges                |                                                  |
| 24 mars 2023 20:00 UTC-4 | Hippolyte 32e | (1 - 4) | 4e 53e Pepi · 20e Aaronson · 31e 34e McKennie · 49e Pulisic · 72e Zendejas | Spectateurs : 7 032 Arbitrage : Daneon Parchment | Spectateurs : 7 032 Arbitrage : Daneon Parchment |
| 24 mars 2023 20:00 UTC-4 | Rapport       |         |                                                                            | Spectateurs : 7 032 Arbitrage : Daneon Parchment | Spectateurs : 7 032 Arbitrage : Daneon Parchment |

| 6e journée               | États-Unis | 1 - 0   | Salvador | Exploria Stadium, Orlando |                           |
| 27 mars 2023 19:30 UTC-4 | Pepi 62e   | (0 - 0) |          | Arbitrage : Mario Escobar | Arbitrage : Mario Escobar |
| 27 mars 2023 19:30 UTC-4 | Rapport    |         |          | Arbitrage : Mario Escobar | Arbitrage : Mario Escobar |

## Classement général et buteurs

### Classement général
Légende des classements
- Qualifiée pour la phase finale et la Gold Cup 2023
- Qualifiée pour la Gold Cup 2023
- Qualifiée pour les Éliminatoires de la Gold Cup 2023

| Ligue A | Ligue A    | Ligue A                         | Ligue A | Ligue A | Ligue A | Ligue A | Ligue A | Ligue A | Ligue A | Ligue A |
| Rang    | Nation     | Parcours                        | Gr.     | MJ      | G       | N       | P       | Pts     | BM      | BE      |
| ------- | ---------- | ------------------------------- | ------- | ------- | ------- | ------- | ------- | ------- | ------- | ------- |
| 1er     | États-Unis | Meilleur premier de groupe      | D       | 4       | 3       | 1       | 0       | 10      | 14      | 2       |
| 2e      | Panama     | 2e meilleur premier de groupe   | B       | 4       | 3       | 1       | 0       | 10      | 8       | 0       |
| 3e      | Canada     | 3e meilleur premier de groupe   | C       | 4       | 3       | 0       | 1       | 9       | 11      | 3       |
| 4e      | Mexique    | 4e meilleur premier de groupe   | A       | 4       | 2       | 2       | 0       | 8       | 8       | 3       |
|         |            |                                 |         |         |         |         |         |         |         |         |
| 5e      | Jamaïque   | Meilleur deuxième de groupe     | A       | 4       | 4       | 3       | 0       | 6       | 7       | 5       |
| 6e      | Costa Rica | 2e meilleur deuxième de groupe  | B       | 4       | 2       | 0       | 2       | 6       | 4       | 4       |
| 7e      | Honduras   | 3e meilleur deuxième de groupe  | C       | 4       | 2       | 0       | 2       | 6       | 5       | 7       |
| 8e      | Salvador   | 4e meilleur deuxième de groupe  | D       | 4       | 1       | 2       | 1       | 5       | 6       | 5       |
|         |            |                                 |         |         |         |         |         |         |         |         |
| 9e      | Curaçao    | Meilleur troisième de groupe    | C       | 4       | 1       | 0       | 3       | 3       | 2       | 8       |
| 10e     | Suriname   | 2e meilleur troisième de groupe | A       | 4       | 0       | 1       | 3       | 1       | 2       | 9       |
| 11e     | Martinique | 3e meilleur troisième de groupe | B       | 4       | 0       | 1       | 3       | 1       | 1       | 9       |
| 12e     | Grenade    | 4e meilleur troisième de groupe | D       | 4       | 0       | 1       | 3       | 1       | 4       | 17      |

### Buteurs
4 buts     
- Jesús Ferreira

3 buts    
- Jonathan David
- Cyle Larin
- Ricardo Pepi

2 buts   
- Alphonso Davies
- Nelson Bonilla
- Alexander Larín
- Junior Flemmings
- Édgar Bárcenas
- Weston McKennie

1 but  
| - Lucas Cavallini - Jonathan Osorio - Steven Vitória - Francisco Calvo - Joel Campbell - Anthony Contreras - Aarón Suárez - Leandro Bacuna - Anthony van den Hurk - Cristian Gil - Jacob Berkeley-Agyepong - Jamal Charles - Myles Hippolyte - Alexander McQueen - Kervin Arriaga - Jorge Benguché - Kevin López - José Pinto - Romell Quioto - Leon Bailey - Bobby Decordova-Reid | - Jamal Lowe - Ravel Morrison - Mickaël Biron - Hirving Lozano - Henry Martín - Orbelín Pineda - Israel Reyes - Luis Romo - Érick Sánchez - Johan Vásquez - Ismael Díaz - Fidel Escobar - José Fajardo - Gabriel Torres - Cecilio Waterman - Yanic Wildschut - Brenden Aaronson - Paul Arriola - Jordan Morris - Christian Pulisic - Alejandro Zendejas |

contre son camp  (csc)
- AJ Paterson (pour le Salvador)
- Amal Knight (pour le Suriname)
- Karl Vitulin (pour la Panama)
- Edson Álvarez (pour la Jamaïque)
- Damil Dankerlui (pour le Mexique)

### Équipe-type
La CONCACAF a annoncé l'équipe suivante comme le meilleur onze de la Ligue A après la conclusion de la phase de groupes.
| Gardien          | Défenseurs                                | Milieux                                                              | Attaquants                                   |
| ---------------- | ----------------------------------------- | -------------------------------------------------------------------- | -------------------------------------------- |
| Yannis Clementia | Bryan Tamacas Fidel Escobar Auston Trusty | Christian Pulisic Jonathan Osorio Adalberto Carrasquilla Ismaël Koné | Cyle Larin Bobby Decordova-Reid Ricardo Pepi |

## Tableau final
|  | Demi-finales                              | Demi-finales                              | Demi-finales                              | Demi-finales                              |                               |            | Finale                                    | Finale                                    | Finale                                    | Finale                                    |
|  |                                           |                                           |                                           |                                           |                               |            |                                           |                                           |                                           |                                           |
|  | 15 juin 2023, Allegiant Stadium, Paradise | 15 juin 2023, Allegiant Stadium, Paradise | 15 juin 2023, Allegiant Stadium, Paradise | 15 juin 2023, Allegiant Stadium, Paradise |                               |            | 18 juin 2023, Allegiant Stadium, Paradise | 18 juin 2023, Allegiant Stadium, Paradise | 18 juin 2023, Allegiant Stadium, Paradise | 18 juin 2023, Allegiant Stadium, Paradise |
|  | États-Unis                                | États-Unis                                | 3                                         | 3                                         |                               |            | 18 juin 2023, Allegiant Stadium, Paradise | 18 juin 2023, Allegiant Stadium, Paradise | 18 juin 2023, Allegiant Stadium, Paradise | 18 juin 2023, Allegiant Stadium, Paradise |
|  | États-Unis                                | États-Unis                                | 3                                         | 3                                         |                               |            | 18 juin 2023, Allegiant Stadium, Paradise | 18 juin 2023, Allegiant Stadium, Paradise | 18 juin 2023, Allegiant Stadium, Paradise | 18 juin 2023, Allegiant Stadium, Paradise |
|  | Mexique                                   | Mexique                                   | 0                                         | 0                                         |                               |            | 18 juin 2023, Allegiant Stadium, Paradise | 18 juin 2023, Allegiant Stadium, Paradise | 18 juin 2023, Allegiant Stadium, Paradise | 18 juin 2023, Allegiant Stadium, Paradise |
|  | Mexique                                   | Mexique                                   | 0                                         | 0                                         | États-Unis                    | États-Unis | 2                                         | 2                                         |                                           |                                           |
|  | 15 juin 2023, Allegiant Stadium, Paradise |                                           |                                           |                                           | États-Unis                    | États-Unis | 2                                         | 2                                         |                                           |                                           |
|  |                                           |                                           | Canada                                    | Canada                                    | 0                             | 0          |                                           |                                           |                                           |                                           |
|  | Panama                                    | Panama                                    | Canada                                    | Canada                                    | 0                             | 0          | 0                                         | 0                                         |                                           |                                           |
|  | Panama                                    | Panama                                    |                                           |                                           |                               |            |                                           | 0                                         |                                           |                                           |
|  | Canada                                    | Canada                                    | 2                                         | 2                                         |                               |            |                                           |                                           |                                           |                                           |
|  | Canada                                    | Canada                                    | 2                                         | 2                                         | Match pour la troisième place |            |                                           |                                           |                                           |                                           |
|  |                                           |                                           |                                           |                                           |                               |            |                                           |                                           |                                           |                                           |
|  | 18 juin 2023, Allegiant Stadium, Paradise |                                           |                                           |                                           |                               |            |                                           |                                           |                                           |                                           |
|  | Mexique                                   | Mexique                                   | 1                                         | 1                                         |                               |            |                                           |                                           |                                           |                                           |
|  | Mexique                                   | Mexique                                   | 1                                         | 1                                         |                               |            |                                           |                                           |                                           |                                           |
|  | Panama                                    | Panama                                    | 0                                         | 0                                         |                               |            |                                           |                                           |                                           |                                           |
|  | Panama                                    | Panama                                    | 0                                         | 0                                         |                               |            |                                           |                                           |                                           |                                           |

### Demi-finales
| 15 juin 2023 | Panama                                                  | 0 - 2   | Canada                 | Allegiant Stadium, Paradise                                       |                                                                   |
| 16:00 UTC-7  |                                                         | (0 - 1) | 25e David · 70e Davies | Arbitrage : Juan Gabriel Calderón Arbitre vidéo : Benjamín Pineda | Arbitrage : Juan Gabriel Calderón Arbitre vidéo : Benjamín Pineda |
| 16:00 UTC-7  | Blackman 42e · Carrasquilla 63e · Godoy 90e · Davis 89e | Rapport |                        | Arbitrage : Juan Gabriel Calderón Arbitre vidéo : Benjamín Pineda | Arbitrage : Juan Gabriel Calderón Arbitre vidéo : Benjamín Pineda |

| 15 juin 2023 | États-Unis                                                                               | 3 - 0   | Mexique                                                                                   | Allegiant Stadium, Paradise                                                 |                                                                             |
| 19:00 UTC-7  | Pulisic 37e 46e · Pepi 79e                                                               | (1 - 0) |                                                                                           | Spectateurs : 65 000 Arbitrage : Iván Barton Arbitre vidéo : Tatiana Guzmán | Spectateurs : 65 000 Arbitrage : Iván Barton Arbitre vidéo : Tatiana Guzmán |
| 19:00 UTC-7  | A. Robinson 60e · M. Robinson 63e · Richards 86e · Pulisic 88e · McKennie 71e · Dest 85e | Rapport | 37e Antuna · 59e Reyes · 60e Giménez · 86e Álvarez · 86e Ochoa · 69e Montes · 85e Arteaga | Spectateurs : 65 000 Arbitrage : Iván Barton Arbitre vidéo : Tatiana Guzmán | Spectateurs : 65 000 Arbitrage : Iván Barton Arbitre vidéo : Tatiana Guzmán |

### Match pour la troisième place
| 18 juin 2023 | Panama                                                             | 0 - 1   | Mexique                                                                        | Allegiant Stadium, Paradise                                                      |                                                                                  |
| 15:00 UTC-7  |                                                                    | (0 - 1) | 4e Gallardo (Antuna )                                                          | Spectateurs : 35 000 Arbitrage : Daneon Parchment Arbitre vidéo : Tatiana Guzmán | Spectateurs : 35 000 Arbitrage : Daneon Parchment Arbitre vidéo : Tatiana Guzmán |
| 15:00 UTC-7  | Quintero 34e · Godoy 57e · Mejía 76e · Martínez 78e · Miller 90+1e | Rapport | 27e Romo · 31e Herrera · 45+4e Gallardo · 54e Araujo · 81e Sánchez · 85e Reyes | Spectateurs : 35 000 Arbitrage : Daneon Parchment Arbitre vidéo : Tatiana Guzmán | Spectateurs : 35 000 Arbitrage : Daneon Parchment Arbitre vidéo : Tatiana Guzmán |

### Finale
| 18 juin 2023 | Canada                     | 0 - 2   | États-Unis                                   | Allegiant Stadium, Paradise                                                         |                                                                                     |
| 17:30 UTC-7  |                            | (0 - 2) | 12e Richards (Reyna ) · 34e Balogun (Reyna ) | Spectateurs : 35 000 Arbitrage : Saíd Martínez Arbitre vidéo : Ricardo Montero (en) | Spectateurs : 35 000 Arbitrage : Saíd Martínez Arbitre vidéo : Ricardo Montero (en) |
| 17:30 UTC-7  | Kennedy 16e · Laryea 45+4e | Rapport | 80e Cardoso · 81e Turner                     | Spectateurs : 35 000 Arbitrage : Saíd Martínez Arbitre vidéo : Ricardo Montero (en) | Spectateurs : 35 000 Arbitrage : Saíd Martínez Arbitre vidéo : Ricardo Montero (en) |